# Karolis Petrukonis
Karolis Petrukonis (Trakai, 18 maggio 1987) è un ex cestista lituano.

## Palmarès
- Campionato estone: 1

Tartu Ülikooli: 2014-15
- Coppa di Estonia: 1

Tartu Ülikooli: 2014